# Saint-Pryvé-Saint-Mesmin
 Saint-Pryvé-Saint-Mesmin  es una población y comuna francesa, situada en la región de Centro, departamento de Loiret, en el distrito de Orléans y cantón de Olivet.

## Demografía
| 2041 | 2168 | 2871 | 3150 | 5463 | 5609 |
| Para los censos de 1962 a 1999 la población legal corresponde a la población sin duplicidades (Fuente: INSEE [Consultar]) |      |      |      |      |      |